# Dieter Widmann
Dieter Hubert Widmann (* 1. August 1942 in Siegelsbach) ist ein deutscher Pädagoge und ehemaliger Fußballer und Fußballtrainer.
Im Rahmen seiner Trainerlaufbahn organisierte er das erste Fußballspiel zwischen Mannschaften der schwarzen und weißen Bevölkerungsgruppen im damals noch durch die Apartheidspolitik geprägten Südwestafrika, dem heutigen Namibia. Unter seiner Ägide gewannen die African Stars zwei Mal die südwestafrikanische Meisterschaft, darunter die erste einer „gemischtrassigen“ Liga. Für einen kurzen Zeitraum war Widmann auch Trainer der damaligen Landesauswahl von Südwestafrika.

## Werdegang
Widmann wurde in Siegelsbach geboren und wuchs dort, in Hüffenhardt und Krautheim auf. 1964 schloss er das Abitur in Bad Brückenau ab. Im Anschluss studierte er in Würzburg an der Julius-Maximilians-Universität Sportwissenschaften und Chemie auf Lehramt. 1999 promovierte er an der Universität Bratislava.
Nach Eintritt in den Schuldienst in Bayern wechselte Widmann 1976 als Auslandsschullehrer an die Deutsche Höhere Privatschule Windhoek (DHPS), im damaligen Südwestafrika.

## Sportliches Engagement
Widmann spielte seit seiner Jugend Fußball und war Gründungsmitglied der Fußballabteilung des TSV Krautheim. Bei den Herrenmannschaften spielte er für Würzburger Kickers, den 1. FC Bad Brückenau sowie die Universitätsauswahl Würzburgs im Sturm.

### Sportliche Aktivität in Südwestafrika
In Südwestafrika begann Widmann zunächst als Spieler beim Wanderers FC, wechselte aber schon im Verlauf des Jahres 1976 auf die Trainerbank.
Er trainierte neben der Schulmannschaft der DHPS auch die erste Mannschaft der African Stars, einer Mannschaft aus dem Township und späteren Windhoeker Stadtteil Katutura, die sich vornehmlich aus der Volksgruppe der Herero rekrutierte. Mit den African Stars gewann er 1976 die Meisterschaft der Liga der Farbigen Bevölkerungsgruppe und ein Jahr später die Meisterschaft des ersten Wettbewerbs, der sich aus Vereinen aller Bevölkerungsgruppen zusammensetzte sowie den Pokal, und damit das Double.

### Erstes Fußballspiel über Rassentrennung hinweg
Am 10. Februar 1977 richtete Widmann das erste gemischtrassige Fußballspiel in Südwestafrika zwischen der Schulmannschaft der DHPS (Angehörige der europäischstämmigen Bevölkerung) und den African Stars aus, trotz seitens der örtlichen Behörden angedrohter Abschiebung.
Im weiteren Verlauf seines Afrikaaufenthalts wurde Widmann zum Trainer der U-16-Auswahl Südwestafrikas und schließlich der südwestafrikanischen Fußballauswahl berufen, die mit ihm als Trainer 1980 am Currie Cup, dem Wettbewerb zwischen den Provinzen Südafrikas unter Einschluss Südwestafrikas, teilnahm.

## Weitere Tätigkeiten in Südwestafrika
Über seine Lehrertätigkeit und sportlichen Aktivitäten hinaus übernahm Widmann auch eine Rolle bei der Gründung des Deutschen Dienstes der Namibian Broadcasting Corporation, dem heutigen NBC Funkhaus Namibia, wo er eine wöchentliche Sportsendung im Radio moderierte.

## Weiteres Wirken
Auch seit seiner Rückkehr nach Deutschland im Jahr 1981 engagiert sich Widmann weiter für Sport und Fußball in Afrika. Im Rahmen mehrerer Berater-Einsätze für den Senior Expert Service (SES) befasste er sich mit der Verbesserung von Strukturen in Fußballverbänden und Vereinen in Tansania, Namibia und Uganda.

## Privates
Dieter Widmann ist der Onkel von Liedermacher Götz Widmann.